# Carpathonesticus avrigensis
Carpathonesticus avrigensis es una especie de araña araneomorfa del género Carpathonesticus, familia Nesticidae. Fue descrita científicamente por Weiss & Heimer en 1982.
Se distribuye por Rumania. El cuerpo del macho mide aproximadamente 4,8 milímetros de longitud y la hembra 7,2 milímetros.